# Wulsthaube

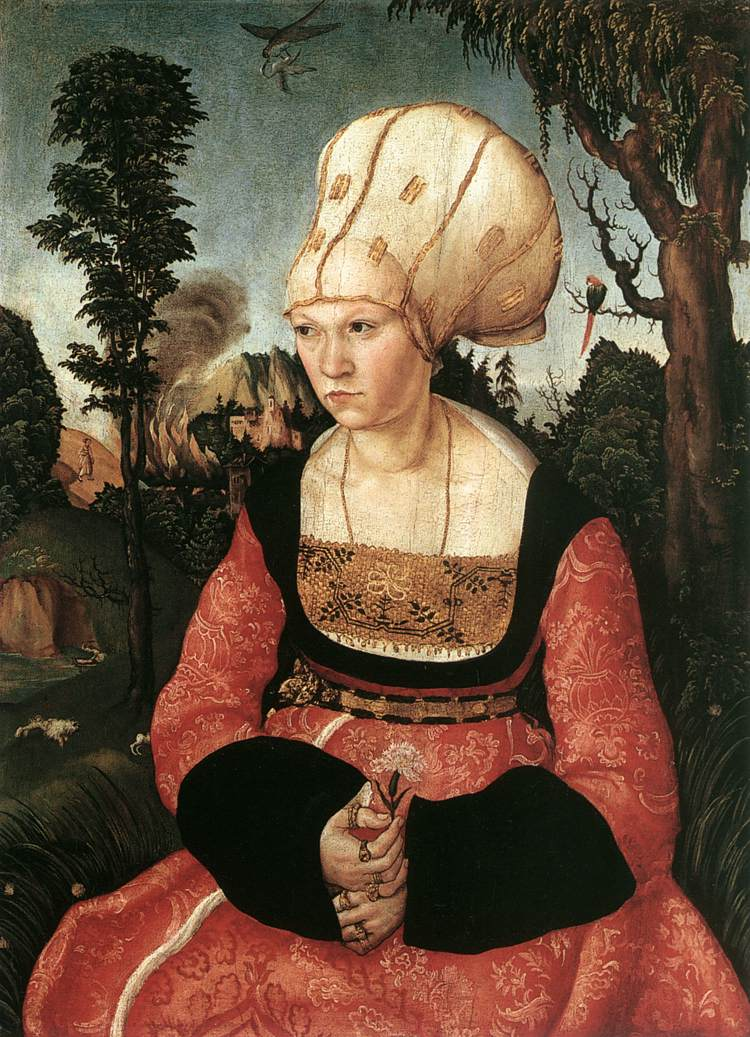
Anna Cuspinian mit Wulsthaube, ca. 1502, gemalt von Lucas Cranach d. Ä.

Die Wulsthaube war eine kranz- oder turbanartige Damenkopfbedeckung der Spätgotik, welche gegen Ende des 14. Jahrhunderts getragen wurde.
Die Wulsthauben der Damen hatten im Gegensatz zu den turbanförmigen Kopfbedeckungen der Herren keine Ähnlichkeiten mehr mit aufgerollten Gugeln. Sie bestanden entweder aus einem dicken, mit ungesponnener Wolle, Baumwolle oder Seide ausgestopften Stoffschlauch oder aus mehreren dünneren und verschiedenartigen Stoffschläuchen, die miteinander verschlungen wurden. Beide Varianten konnten mit Perlen oder Edelsteinen bestickt sein. Zudem konnte an der Stirn eine Agraffe angebracht sein, in der eine oder mehrere Straußen- oder Reiherfedern steckten.
Es gab auch Wulsthauben, die mit gezattelten Stoffstreifen umwickelt oder mit Stoffschuppen tannenzapfenförmig bedeckt waren. Außerdem existierten Pelzturbane, welche ebenfalls mit einer Feder geschmückt sein konnten.